# Estação Croix de Chavaux
Croix de Chavaux é uma estação da linha 9 do Metrô de Paris, localizada na comuna de Montreuil.

## Localização
A estação é estabelecida a oeste da place Jacques-Duclos e orientada aproximadamente leste-oeste, ao longo do eixo da rue de Paris (RN 302). Ela se intercala entre a estação Robespierre e o terminal oriental de Mairie de Montreuil.

## História
A estação foi aberta em 14 de outubro de 1937 com o lançamento da última extensão da linha 9 de Porte de Montreuil a Mairie de Montreuil.

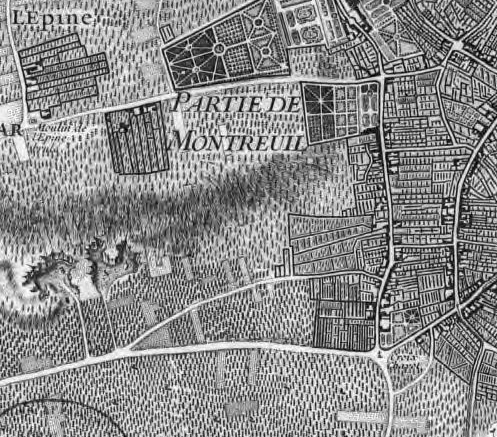
Montreuil e a cruz de Chavaux no Plano de Roussel em 1730, no canto inferior direito.

Deve seu nome à sua localização sob a atual place Jacques-Duclos, então chamada de Croix-de-Chavaux e localizada na interseção de seis estradas, que levavam a Paris em direção ao oeste, Rosny-sous-Bois ao leste, Bagnolet ao norte e Vincennes ao sul. O termo "Croix" vem de uma cruz monumental ou cruz de esquina que é visível no Plano de Roussel bem como na Carta de Cassini, enquanto que o nome "Chavaux" resultaria de uma distorção da palavra "Chevaux" (cavalos); nesta encruzilhada havia um revezamento onde os cavalos das caixas de correio e outras diligências foram trocados.
O patrônimo de Place Jacques-Duclos figura como subtítulo, embora este último esteja ausente dos mapas. Jacques Duclos, residente da comuna de Montreuil, foi um ex-líder do Partido Comunista Francês.
Como um terço das estações da rede entre 1974 e 1984, as plataformas foram modernizadas em estilo "Andreu-Motte", de cor amarela neste caso. No programa "Renovação do metrô" da RATP, os corredores da estação foram reformados ao longo da década de 2000.
Em 2011, 4 978 787 passageiros entraram nesta estação. Ela viu entrar 5 167 717 passageiros em 2013, o que a coloca na 80a posição das estações de metrô por sua frequência.
Em 2016, as plataformas viram retirar suas banquetas de alvenaria em telhas amarelas lisas de estilo "Motte", bem como os assentos "coque" característicos que foram mantidos até então, a favor de assentos contemporâneos.

## Serviços aos Passageiros

### Acessos
A estação possui cinco acessos, todos constituídos por escadas fixas:
- O acesso 1 "Place Jacques-Duclos" ornada com um candelabro Dervaux, levando ao sudoeste da praça em frente ao no 2 da avenue Paul-Langevin;
- O acesso 2 "Rue de Paris" também decorado com um mastro Dervaux, situado à direita do no 24 desta rua na esquina com o boulevard Chanzy;
- O acesso 3 "Boulevard Chanzy - Centre commercial" se situando em frente ao no 1 da avenue de la Résistance;
- O acesso 4 "Rue Kléber - Office du tourisme" dotado de um totem Dervaux, levando à direita do no 3 da avenue Paul-Langevin;
- O acesso 5 "Marché" se situando ao sudoeste desta praça em frente ao no 48 da Rue de Paris.

### Plataformas
Croix de Chavaux é uma estação de configuração padrão: ela possui duas plataformas de 105 metros separadas pelas vias do metrô e a abóbada é elíptica. A decoração é de estilo "Andreu-Motte" amarelo mas do qual apenas subsistem as duas rampas luminosas. As telhas de cerâmica brancas biseladas recobrem os pés-direitos, a abóbada e os tímpanos. Os publicitários são esmaltados cor de mel e o nome da emissora também é ladrilhado no estilo do CMP de origem, enquanto a legenda é escrita em fonte Parisine em placas esmaltadas de dimensões reduzidas. Os assentos são de estilo "Akiko" de cor amarela.

### Intermodalidade
A estação é servida pelas linhas 102, 115, 122 e 127 da rede de ônibus RATP e, à noite, pelas linhas N16 e N34 da rede de ônibus da Noctilien.

## Pontos turísticos

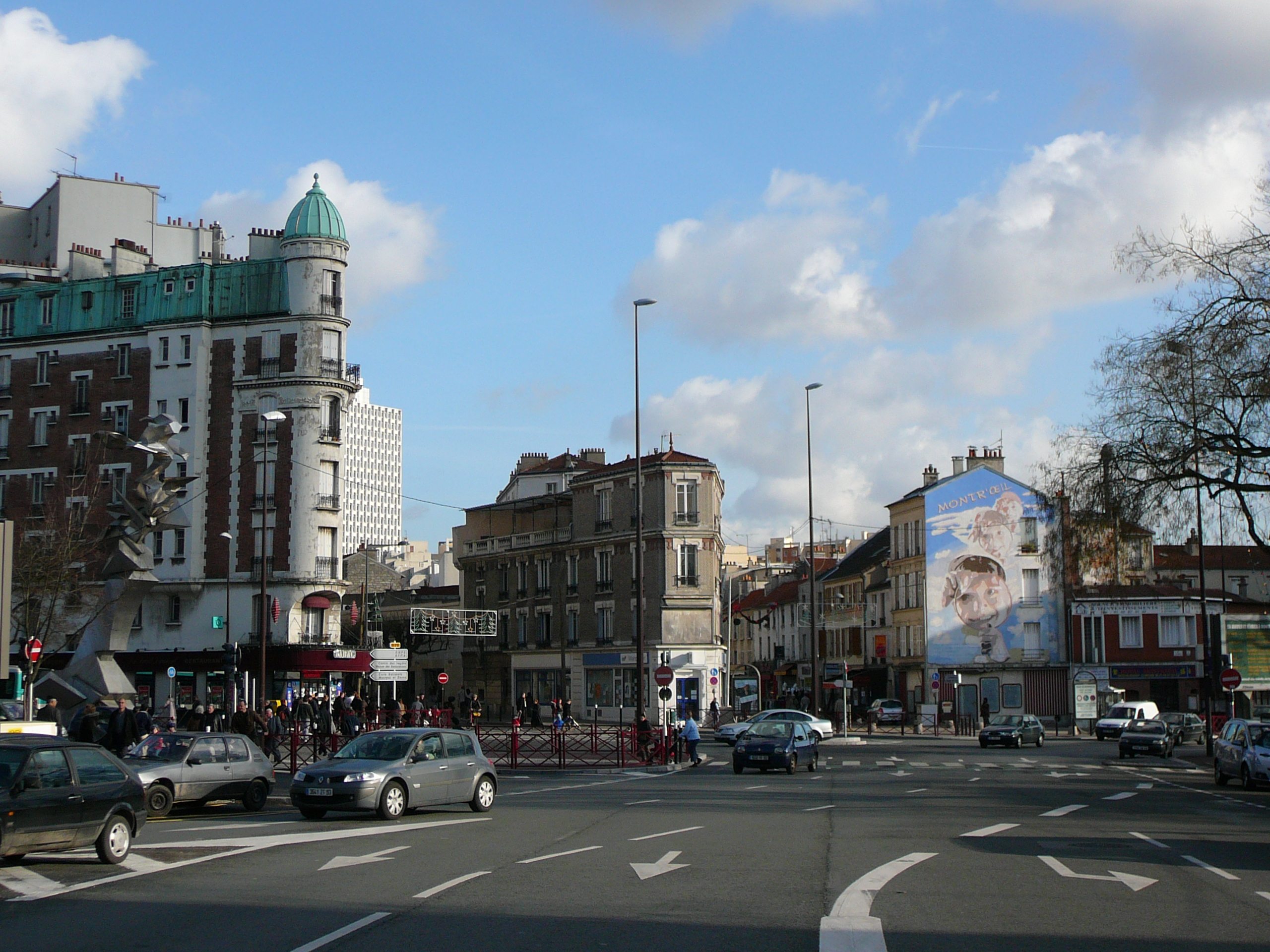
A praça com vista para a estação

A estação faz a ligação de um shopping center e do grupo escolar Marcellin-Berthelot.